# Двор (крестьянский быт)

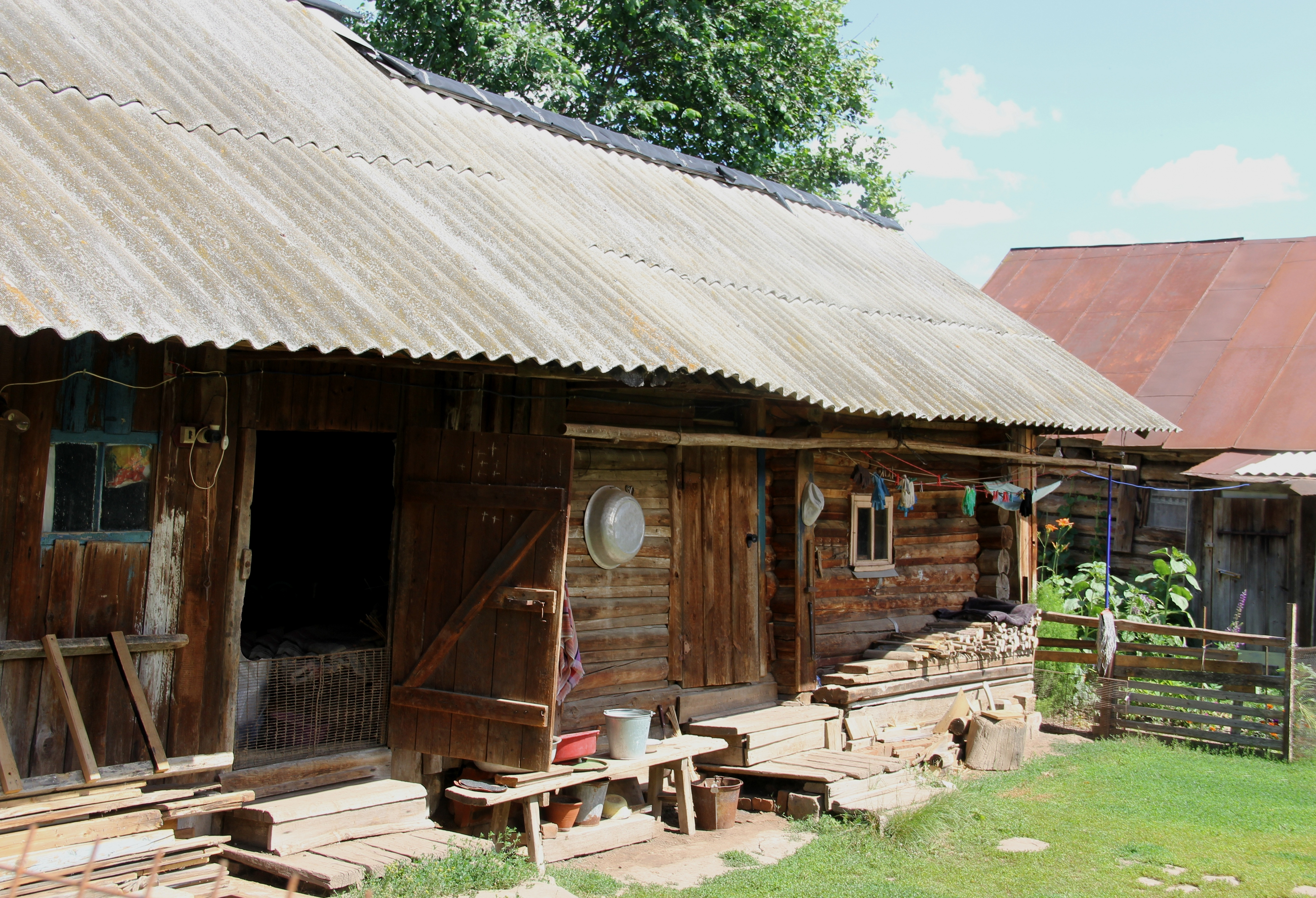
Сельский двор с традиционными хозяйственными постройками, Чувашия

Двор (от. слав. -dvor в значениях «дом», «изба», «семья вместе со своим домом») — в сельской местности все живущие в одном месте семейным союзом, так что крестьянская «семья» и «крестьянский двор» тождественны. Термин «двор» принимается за единицу счисления во многих случаях и в особенности при распределении натуральных повинностей. 
Также — в России до 1917 хозяйство крестьян или посадских людей как единица учёта, обложения повинностями и т. п. Двор составляют все живущие в одном месте семейным союзом, так что крестьянская семья и крестьянский двор тождественны.